# Höhe 652,4 südwestlich von Boms
Das Gebiet Höhe 652,4 südwestlich von Boms ist ein mit Verordnung vom 25. September 1940 ausgewiesenes Landschaftsschutzgebiet (LSG-Nummer 4.36.042) in der baden-württembergischen Gemeinde Boms im Landkreis Ravensburg in Deutschland.

## Lage
Das rund zwei Hektar große Schutzgebiet „Höhe 652,4 südwestlich von Boms“ gehört naturräumlich zum Oberschwäbischen Hügelland. Es liegt rund 500 Meter südwestlich der Bomser Ortsmitte auf der Gemarkung „Forchenstöckle“ und einer Höhe von bis zu 652,4 m ü. NN.